# Stimmhafter labiodentaler Nasal
Ein stimmhafter labiodentaler Nasal ist ein Konsonant, bei dem der Mund durch obere Zahnreihe und Unterlippe verschlossen wird und die meiste Luft, bei schwingenden Stimmbändern, durch die Nase entweicht.
Lautliche und orthographische Realisierung des stimmhaften labiodentalen Nasals in verschiedenen Sprachen:
- Deutsch: fünf [fʏɱf]
- Katalanisch: enviar [əɱbiˈa]
- Spanisch: sinfonía [siɱ.fo.ˈni.a]
- Griechisch: έμβρυο [ˈeɱ.vri.o̞]
- Italienisch: invece [iɱˈveːtʃe]
- Norwegisch: komfyr [kɔɱˈfyːɾ]